# Ivan Mosjoukine
Ivan Ilitch Mosjoukine (en russe : Иван Ильич Мозжухин), né le 26 septembre 1887 près de Penza (Russie) et mort le 17 janvier 1939 à Neuilly-sur-Seine, est un comédien et réalisateur russe naturalisé français dans les années 1920.
Il est le comédien le plus marquant du cinéma russe d'avant la révolution avec notamment Le Père Serge. Il devient ensuite un des membres de la communauté cinématographique des Russes blancs qui émigrent en France après la révolution d'Octobre, et un des acteurs les plus marquants du cinéma muet français.

## Ivan Mosjoukine en Russie

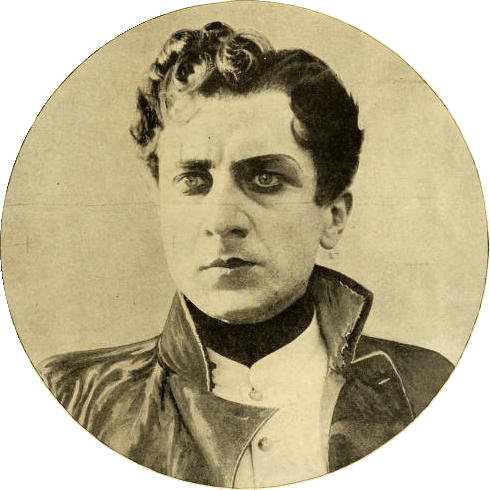
Ivan Mosjoukine en 1917.

Fils d'une famille de la petite noblesse cultivée, il naît dans la propriété paternelle, dans le village de Kondol, près de Penza. Sa famille aimait les arts dramatiques (son frère aîné Alexandre est par la suite devenu un célèbre chanteur d'opéra), et dès l'enfance il fait du théâtre en amateur, notamment au théâtre populaire de Penza. Après ses études secondaires, il a passé, pour obéir à son père, deux ans à la faculté de droit de Moscou avant de décider de devenir acteur. Rompant avec sa famille, il s'enfuit à Kiev, joue dans différents théâtres provinciaux, puis dans la troupe du théâtre populaire Vvedenski de Moscou. C'est là qu'il est remarqué par le cinéaste Piotr Tchardynine.
En 1911, il commence à jouer au cinéma pour le producteur Alexandre Khanjonkov et connaît rapidement le succès grâce à son élégance et à ses qualités d'acteur dans les rôles les plus variés, aussi bien tragiques que comiques. Parmi ses rôles les plus marquants, on peut noter le violoniste Troukhatchevski dans La Sonate à Kreutzer (1911), l'amiral Kornilov dans La Défense de Sébastopol (1911), Mavrouchka dans La Petite Maison de Kolomna de Tchardynine (1913), le Diable dans la Nuit de Noël de Ladislas Starewitch. Après l'arrivée chez Khanjonkov du réalisateur Evgueni Bauer, Mosjoukine devient la plus grande star du cinéma russe.
Ainsi dans Jizn v smerti (La Vie dans la mort), Mosjoukine, en versant des larmes (les fameuses larmes de Mosjoukine), devient une légende du cinéma muet de l'époque. Ce film sorti en 1914, d'après un scénario de Valéri Brioussov et une mise en scène d'Evgueni Bauer, raconte l'histoire du docteur Renault (interprété par Mosjoukine) qui tue sa femme pour conserver éternellement sa beauté et l'embaumer. C'est après ce film qu'il entame sa collaboration avec l'atelier-studio de Iossif Ermoliev et Protazanov. Avec ce dernier, il joue Hermann dans la Dame de pique (1916) et beaucoup d'autres classiques du cinéma russe. Il atteint le sommet de son art dans le rôle du prince Kassatski dans Le Père Serge de Protazanov (1918). Il jouait aussi parallèlement au théâtre dramatique de Korch à Moscou.

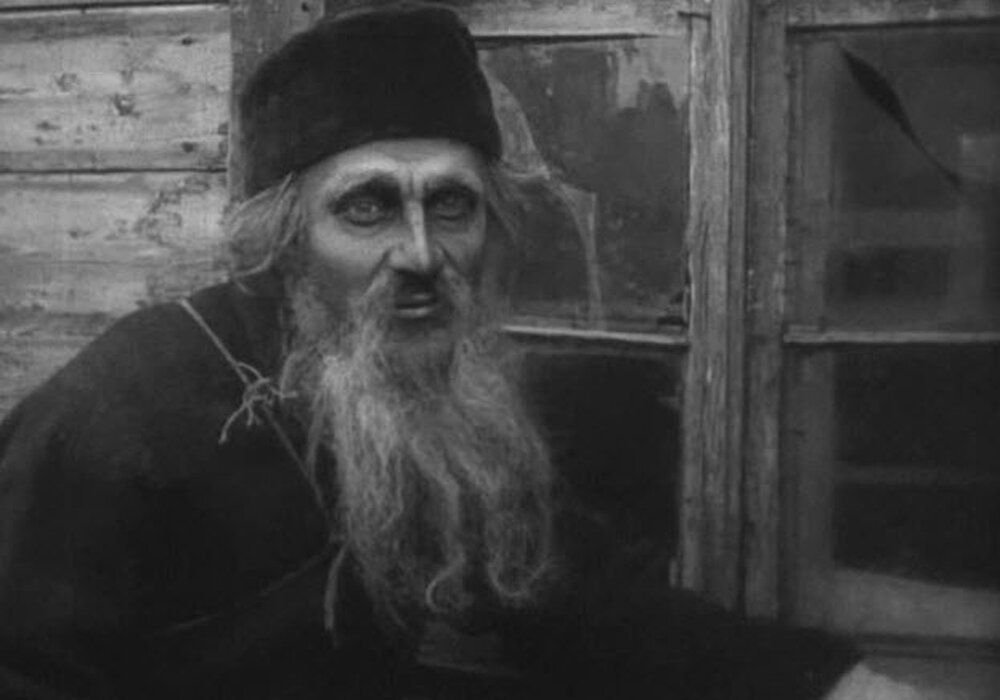
Ivan Mosjoukine jouant les dernières années du père Serge dans le film du même nom, réalisé par Protazanov.

Lev Koulechov utilisera plus tard des extraits de films de Mosjoukine pour faire la démonstration de ses idées sur le montage psychologique des films, connues aujourd'hui sous le nom d'effet Koulechov.
Avec la révolution, le producteur Ermolieff transporte ses studios à Yalta, en Crimée, tenue alors par les Armées blanches et continue d'y tourner jusqu'en 1920.

## Les années en France
Mais, rapidement, la situation se dégrade également à Yalta. En février 1920, Ermolieff et toute sa troupe (Mosjoukine, sa compagne Nathalie Lissenko, les réalisateurs Alexandre Volkoff, Protazanov et Tourjanski, la femme de ce dernier Nathalie Kovanko) émigrent en France via Constantinople sur le navire marchand grec "la Panthère". Pendant le voyage, l'équipe tourne un film qui sera diffusé sous le titre L'Angoissante Aventure.
Installé à Montreuil près de Paris, dans les anciens locaux de Pathé, le studio de Joseph Ermoliev a bientôt changé de nom pour devenir « l'Albatros », avec Mosjoukine comme principale vedette. Mosjoukine écrit également le scénario de L'Enfant du carnaval, et devient réalisateur pour Le Brasier ardent (1923), un film étonnant qui mélange avant-garde, comique et dérision, et dans lequel il joue un rôle à multiples personnages.
Les années qui suivent le voient tourner une série de grands rôles qui en font la star incontestée du cinéma muet français : Kean (1924) d'Alexandre Volkoff qui est une adaptation de la pièce d'Alexandre Dumas sur le grand comédien anglais, la même année, Les Ombres qui passent, un autre film d'Alexandre Volkoff et qui alterne comédie (à la Buster Keaton) et tragédie, le Lion des Mogols de Jean Epstein, et avec Marcel L'Herbier Feu Mathias Pascal d'après Pirandello, qui lui offre un autre rôle en or (et dans lequel il a pour partenaire le jeune Michel Simon).
Après cette série de films, il quitte Albatros pour tourner de grandes productions pour la Société des Cinéromans comme le Michel Strogoff (1926) de Tourjansky, puis le Casanova (1927) d'Alexandre Volkoff. Il avait été pressenti pour jouer le Napoléon de son ami Abel Gance, mais a finalement laissé le rôle à Albert Dieudonné.
Figure parisienne des Années folles, il habite l'hôtel Napoléon et fréquente le quartier Montparnasse, à la Coupole ou à la Closerie des Lilas, mais il sort aussi rive droite Chez Schéhérazade, le cabaret russe. Il rencontre l'égérie Kiki de Montparnasse avec laquelle il a une idylle. Surnommé le Rudolph Valentino russe, il poursuit donc une carrière brillante et fait de nombreuses conquêtes féminines.

## Dernières années
Au printemps 1926, Mosjoukine passe un contrat avec Universal Pictures et part pour Hollywood. Aux États-Unis sous la pression des producteurs, il doit raccourcir son nom en "John Moskin" et subir une opération de chirurgie esthétique malheureuse qui enlève à ses traits leur puissance expressive. Il ne tourne qu'un seul film, L'Otage (Surrender), qui est un échec, et rentre en Europe.
De 1928 à 1930, il est en Allemagne où il joue en particulier le rôle de Hadji Murat dans Le Diable blanc (Der weiße Teufel, 1930) sous la direction d'Alexandre Volkoff, puis revient à Paris. L'arrivée du parlant provoque la fin de sa carrière d'acteur, en raison d'un accent russe très prononcé. Son seul rôle parlant à succès est celui du Sergent X de Vladimir Strijevski.
Il vit toujours à l'hôtel et change souvent d'appartements au gré de sa fortune. Il aide par l'envoi de colis son vieux père resté à Penza et sa première compagne, Olga Téléguine-Bronitski, actrice de théâtre tombée dans la misère dont il avait eu un fils en 1909 (Alexandre, dit Chourik), restés à Moscou.
Après un dernier petit rôle en 1936, il termine sa vie dans la solitude et la misère et meurt de tuberculose à la clinique Saint-Pierre de Neuilly.
Ivan Mosjoukine est enterré au cimetière russe de Sainte-Geneviève-des-Bois, (tombe 3299), dans l'Essonne.
Romain Gary se plaisait à faire croire qu'Ivan était son père.

## Filmographie
Il joue au cinéma à la fin de l'Empire russe, puis en France, aux États-Unis et en Allemagne.
- 1911 : La Défense de Sébastopol (Oborona Sevastopolya / Оборона Севастопля) d'Alexandre Khanjonkov et Vassili Gontcharov : l'amiral Kornilov
- 1911 : Une vie pour le tsar (Jiszn za tzaria / Жизнь за царя) de Vassili Gontcharov
- 1911 : La Sonate à Kreutzer (Kreitzerova sonata / Крейцерова соната) de Piotr Tchardynine, d'après l'œuvre de Léon Tolstoï : le violoniste Troukhatchevsky
- 1911 : En place marchande (na boykom meste / На бойком месте) de Piotr Tchardynine : employé
- 1911 : La Coupe de la vie et de la mort (koubok jiszni i smerti / Кубок жизни) de Kai Hansen
- 1911 : L'Arrivée du printemps (Весенний поток) de Piotr Tchardynine
- 1912 : Les Frères brigands (bratia razboïniki / Братья-разбойники) de Vassili Gontcharov
- 1912 : Les Frères (Bratia / Братья) de Piotr Tchardynine
- 1912 : Le Sort du paysan (kreïstianskaïa dolia / Крестьянская доля) de Vassili Gontcharov
- 1912 : Le Quartier ouvrier (Rabotchaïa slobodka / Рабочая слободка) de Piotr Tchardynine
- 1912 : La Bru (Snokhatch / Снохач) d'Alexandre Ivanov-Gaï
- 1912 : Le Défunt redouté (Strasnie pokojnik) de Boris Youriev
- 1912 : Drame actuel (Drama natchidnie) de Piotr Tchardynine
- 1912 : Mirele efros  d'Alexandre Ivanov-Gaï
- 1912 : Le Cadavre vivant (jivoï troup) de Piotr Tchardynine
- 1912 : Le Vertige (dourman / Дурман) de Piotr Tchardynine
- 1913 : L’Avènement de la maison des Romanov (Votsarenie doma Romanovikh / Воцарение Дома Романовых) de Piotr Tchardynine et Vassili Gontcharov
- 1913 : L'Alcoolisme et ses conséquences (Pianstvo i yevo posledstvia / Пьянство и его последствия) de A. Dvoretski
- 1913 : La Petite maison de Kolomna (Domik v kolomne / Домик в Коломне) de Piotr Tchardynine (l'officier de la Garde impériale et Mavrouchka)
- 1913 : La Nuit de Noël (Notch pered rojdestvom / Ночь перед Рождеством) de Ladislas Starewitch : le Diable
- 1913 : L’Appartement de l’oncle (Diadiouchkina kvartira / Дядюшкина квартира) de Piotr Tchardynine
- 1913 : Le Malheur de Sarah (Gore Sarri / Горе Сарры) d'Alexandre Arkatov (Isaac)
- 1913 : Le Précipice (Obryv / Обрыв) de Piotr Tchardynine
- 1913 : Khaz-Boulat / Хаз-Булат de Vassili Gontcharov
- 1913 : Guerre et paix (Voïna i mir / Война и мир) de Piotr Tchardynine
- 1913 : Le Faux Billet (Podnelnykh banknot / поддельных банкнот) de Piotr Tchardynine
- 1913 : Troïka (Vot mtchitsia troïka / Вот мчится тройка) de Evgueni Bauer
- 1913 : Terrible vengeance (Strachnaïa mest / Страшная месть) de Ladislas Starewitch
- 1914 : Le Dernier Raid / Gloire à nous, la mort aux ennemis (slava nam smert v ragam / Слава - нам, смерть - врагам) de Evgueni Bauer
- 1914 : Mazeppa (Мазепа) de Piotr Tchardynine : Ivan Mazepa
- 1914 La Ballade (Sorvanets / Сорванец) de Piotr Tchardynine : Anatole
- 1914 La Vie dans la mort (jizn v smerti / Жизнь в смерти) de Evgueni Bauer : le docteur Renault
- 1914 Les Chrysanthèmes (Krizantemi / Хризантемы) de Piotr Tchardynine : Vladimir
- 1914 La Femme de demain (Jenchtchina zavtrachnevo dnia / Женщина завтрашнего дня) de Piotr Tchardynine
- 1914 Tu te souviens ? (Ty pomnich li ? / Ты помнишь ли?) de Piotr Tchardynine
- 1914 Entre les mains de la destinée (V roukakh bespochtchanovo roka / В руках беспощадного рока) de Piotr Tchardynine
- 1914 Jalousie (Revnost / Ревность) de Piotr Tchardynine
- 1914 La Princesse endormie (Skazka o spiachtcheï tsarevne i semi bogatyriakh / Сказка о спящей царевне и семи богатырях) d'Evgueni Bauer
- 1914 : Digne de la patrie (Eïo geroïtchesky podvig / Ее геройский подвиг) de Evgueni Bauer
- 1914 : Le Mystère de l’ambassade d’Allemagne (Taïna germanskovo posolstva / Тайна германского посольства) d'Evgueni Bauer
- 1914 : À minuit dans le cimetière (V polnotch na kladbichtche / В полночь на кладбище) d'Evgueni Bauer et Vassili Gontcharov
- 1914 : La Nuit terrible (Zlaïa notch / Злая ночь) de Evgueni Bauer
- 1914 : L’Homme mystérieux (Taïnstvenni nekto / Таинственный некто) de Piotr Tchardynine
- 1914 : Enfants de la cité (Ditia bolchovo goroda / Дитя большого города) d'Evgueni Bauer
- 1915 : Rouslan et Ludmilla (Ruslan i Lyudmilla / Руслан и Людмила) de Ladislas Starewitch
- 1915 : Nicolas Stavroguine (Nikolaï Stavroguine / Николай Ставрогин) de Iakov Protazanov
- 1915 : Les Idoles / Fille d’Israël (Koumiry / Кумиры /dotch Izraïlia / Дочь Израиля) d'Evgueni Bauer et Victor Tourjanski
- 1915 : Les Bas-fonds de Saint-Pétersbourg (Petersbourgskie trouchtchoby / Петербургские трущобы) de Iakov Protazanov, Piotr Tchardynine et Vladimir Gardine
- 1915 : Mystère à Novgorod (Taïna Nijegorodskoï yarmarki / Тайна нижегородской ярмарки) de Iakov Protazanov
- 1915 : La Mouette (Tchaïka / Чайка) de Iakov Protazanov
- 1915 : Natacha Rostova (Наташа Ростова) de Piotr Tchardynine
- 1915 : Le Déluge (Potop / Потоп) de Piotr Tchardynine
- 1915 : La Sœur de charité (Sestra milosserdia / Сестра милосердия) de Piotr Tchardynine
- 1915 : La Puissance des ténèbres (Vlast tmy / Власть тьмы) de Piotr Tchardynine
- 1915 : L'Autre Amour (Sozdateli / Создатели) de Cheslav Sabinsky
- 1915 : La Vie derrière le masque (Vsiou jiszn pod maskoï / Всю жизнь под маской) de Cezlaw Sabinski
- 1915 : La Fille de Vanioussine (Deti Vanioussina / Дети Ванюшина) de Iakov Protazanov
- 1915 : La Maison des morts (Smerti doma / Смерть дома) de Iakov Protazanov
- 1915 : La Comédie de la mort (Komedia smerti / Комедия смерти) de Piotr Tchardynine
- 1915 : Le Journal d’un fou (Para gnedykh / Пара гнедых) de Iakov Protazanov
- 1915 : Nid de vautours (Fojdenni polzat letat ne mojet / Рожденный ползать летать не может) d'Evgueni Bauer
- 1915 : Le Club des suicidés (Kloub nravstvennosti / Клуб нравственности) d'Evgueni Bauer
- 1915 : Résurrection (Vozrojdenie) de Piotr Tchardynine
- 1915 : Moi et ma conscience (Я и моя совесть) de Iakov Protazanov
- 1915 : Ne pas aborder la question (Не подходите к ней с вопросами) de Iakov Protazanov
- 1915 : Ce matin-là (Вот вспыхнуло утро) de Cheslav Sabinski
- 1916 : La Dame de pique (pikovaïa dama / Пиковая дама) de Iakov Protazanov, d'après Pouchkine : Hermann
- 1916 : Le Péché (Grekh / Грех) de Iakov Protazanov et Gueorgui Azagarov + scénario
- 1916 : La Danse macabre (Pliaska smerti / Пляска смерти) d'Alexandre Volkoff + scénario
- 1916 : La Mendiante (Nichtchaïa / Нищая) de Iakov Protazanov
- 1916 : La Femme au poignard (Jenchtchina s kinjalom / Женщина с кинжалом) de Iakov Protazanov
- 1916 : Les Coulisses de l’écran (Koulissy ekrana / Кулисы экрана) de Gueorgui Azagarov et Alexandre Volkoff + scénario
- 1916 : Un bon coin (Ougolok) de Cheslav Sabinsky
- 1916 : L'Étrange Passion (Lioubov silna ne strastiou potselouïa / Любовь сильна не страстью поцелуя) de Cheslav Sabinsky
- 1916 : Sous le joug du péché (Vo vlasti grekha / Во власти греха) de Iakov Protazanov
- 1916 : Le Temps des chrysanthèmes fanés (Ottsveli ouj davno krisantemy v sadou / Отцвели уж давно хризантемы в саду) d'Alexandre Arkatov
- 1916 : Le bonheur est ainsi possible (A schtchastie bylo tak vosmojno / А счастье было так возможно) de Gueorgui Azagarov
- 1916 : Au sommet de la gloire (Na vierchine slavy / На вершине смерти) d'Alexandre Volkoff
- 1916 : Rafale (Chkval / Шквал) d'Alexandre Volkoff et Iakov Protazanov
- 1916 : Le Carillonneur muet (Nemoï strah / Немой страж) de Iakov Protazanov
- 1916 : L'art est éternel (Jizn - mig, iskousstvo vetchno / Жизнь - миг, искусство вечно) de Cheslav Sabinsky
- 1916 : Amour aveugle (V bouïnoï slepote strastieï / В буйной слепоте страстей) de Cheslav Sabinsky
- 1916 : Le Jugement de Dieu (Суд божий) de Iakov Protazanov
- 1916 : Ne prends pas la femme de ton voisin (Не пожелай жены ближнего твоего) de Iakov Protazanov
- 1916 : И песнь осталась недопетой – de Iakov Protazanov
- 1917 : Le Père Serge (Otiets Sergueï / Отец Сергий) de Iakov Protazanov, d'après une nouvelle de Léon Tolstoï : le prince Kassotski (le père Serge)
- 1917 : Satan triomphant (Satana likouyouchtchi / Сатана ликующий) de Iakov Protazanov
- 1917 : Assez de sang (Ne nado krovi / Не надо крови) d'Alexandre Volkoff et Iakov Protazanov
- 1917 : Andreï Kojoukhov (Андрей Кожухов) de Iakov Protazanov
- 1917 : Le procureur (Prokouror / Прокурор) de Iakov Protazanov + scénario
- 1917 : Père et fils (Otietz i syn / Отец и сын) d'Ivan Perestiani
- 1917 : Or rouge (Millions maudits / Proklatye millioni / Проклятые миллионы) de Iakov Protazanov
- 1917 : Karski et compagnie (Torgorvy dom Karski) de Cezlaw Sabinsky
- 1918 : Un héros de l’esprit (Bogatyr doukha / Богатырь духа) de Iakov Protazanov
- 1918 : La Petite Ellie (Malioutka Elli / Малютка Элли) de Iakov Protazanov
- 1918 : Mystère autour d’une reine (Taïna korolevy / Тайна королевы) de Iakov Protazanov
- 1918 : La Horde noire (Tchiornaïa staïa / Черная стая) de Iakov Protazanov
- 1919 : Le membre du parlement / 'Le parlementaire (Tchlen parlamenta / Член парламента) d'Alexandre Volkoff : Lord Chilcott
- 1919 : Morphine (Morfi / Морфий) de Iakov Protazanov
- 1919 : La Nuit du onze septembre  de Iakov Protazanov + scénario
- 1919 : L'Angoissante Aventure de Iakov Protazanov + sujet et scénario : Octave de Granier
- 1920 : Justice d'abord de Iakov Protazanov + scénario
- 1921 : Tempêtes de Robert Boudrioz
- 1921 : L'Enfant du carnaval de lui-même + scénario
- 1923 : Le Brasier ardent de Ivan Mosjoukine et Alexandre Volkoff + scénario
- 1923 : La Maison du mystère d'Alexandre Volkoff : Julien Villandrit
- 1924 : Kean ou Désordre et génie d'Alexandre Volkoff + directeur de la photographie et scénario : Edmund Kean
- 1924 : Les Ombres qui passent  d'Alexandre Volkoff + scénario
- 1924 : Le Lion des Mogols de Jean Epstein + scénario : prince Roundghito-Sing
- 1925 : Feu Mathias Pascal de Marcel L'Herbier : Mathias Pascal
- 1926 : Michel Strogoff de Victor Tourjanski + scénario : Michel Strogoff
- 1926 : Casanova  d'Alexandre Volkoff + scénario : Casanova
- 1927 : Surrender d'Edward Sloman : Constantine
- 1928 : Le Président (der präsident) de Gennaro Righelli : Chico Torro
- 1928 : Le Rouge et le Noir (Der geheime Kurier) de Gennaro Righelli
- 1929 : Manolesco, prince des sleepings (Manolescu, der König der Hochstapler) de Victor Tourjanski : Manolescu
- 1929 : Au service du tsar (der Adjutant des Zaren) de Vladimir Strijevski : Prince Boris Kourbski
- 1930 : Le Diable blanc (der weiße Teufel) d'Alexandre Volkoff : Hadji Murat
- 1931 : Le Sergent X ou Le Désert de Vladimir Strijevski : Jean Renault
- 1932 : La Mille et Deuxième Nuit d'Alexandre Volkoff : prince Tahar
- 1933 : Casanova de René Barberis : Casanova
- 1934 : L’Enfant du carnaval d'Alexandre Volkoff + scénario : Henri Strogonoff
- 1936 : Nitchevo de Jacques de Baroncelli : l'officier Meuter

### Sources
- L'Enfant du Carnaval, documentaire filmé de Galina Dolmatovskaïa, publié en français aux éditions Bach (DVD).